# Günther Beck von Mannagetta und Lerchenau
Günther Beck, Ritter von Mannagetta und Lerchenau (* 25. August 1856 in Pressburg; † 23. Juni 1931 in Prag) war ein österreichischer Botaniker. Sein botanisches Autorenkürzel lautet „Beck“.

## Leben
Beck-Mannagetta war ein Sohn des Staatsanwaltes Josef Beck von Mannagetta und Lerchenau. Er studierte an der Universität Wien und wurde dort 1878 zum Dr. phil. promoviert.
Nach einer Anstellung als Volontär am Botanischen Hofkabinett, dem heutigen Naturhistorischen Museum, war er dort von 1885 bis 1899 Leiter der Botanischen Abteilung. 1894 wurde er Privatdozent und 1895 außerordentlicher Professor an der Universität Wien.
Von 1899 bis 1921 war er Ordinarius für Systematische Botanik an der Deutschen Universität Prag und Leiter des Botanischen Gartens. Von 1901 bis 1907 war Beck-Mannagetta Schriftleiter der Zeitschrift Lotos. Außerdem wirkte er von 1899 bis 1921 als Redakteur der Wiener Illustrierten Gartenzeitung.
Seine Hauptforschungsgebiete waren Pflanzengeographie, Flora der Alpen und des Balkan.

## Schriften
- Flora von Niederösterreich, 1890–1893
- Hilfsbuch für Pflanzensammler, 1902
- Flora Bosne, Hercegovine i Novipazarskog Sandzaka, 1903–1927, Band 1–3
- Grundriß der Naturgeschichte des Pflanzenreiches, 1908